# آدم عبد الله عثمان
آدم عبد الله عثمان (بالصومالية: Aadan Cabdulle Cismaan)، (1908 - 8 يونيو 2007). سياسي صومالي ، وأول رئيس للصومال فيما بين 1 يوليو 1960 و10 يونيو 1967.

من اليمين: الشيخ عبد الفتاح أبو غدَّة، والشاعر عمر بهاء الدين الأميري، والرئيس الصومالي آدم عبد الله عثمان

## النشأة
ولد آدم عثمان في عام 1908 في مدينة بلدوين، من إقليم هيران الواقع وسط جنوب الصومال. تنحدر عائلته من قبيلة الهوية.

## العمل السياسي

### عصبة الشبيبة الصومالية
انضم آدم عثمان إلى رابطة الشباب الصومالية في بداياتها الأولى عام 1944، وهي منظمة قومية هدفت إلى استقلال الصومال من الاستعمار الإيطالي. وتدرج فيها سريعا حت أصبح رئيس فرعها في بلدوين مسقط رأسه. وبعد عقد من الزمان أصبح رئيسا للعصبة لعامين ورئيسا للجمعية التشريعية الوطنية.

### الرئاسة
عند حصول الصومال على استقلالها عام 1960، كان آدم عثمان قد حقق شهرة واسعة شخصية صومالية انتخب على إثرها رئيسا للبلاد، واختير زميله حاجى بشير إسماعيل يوسف كأول رئيس للجمعية التشريعية الوطنية بعد الاستقلال.
هُزم آدم عثمان في الانتخابات الرئاسية التي أجريت عام 1967، من قبل منافسه عبد الرشيد علي شارماركي، رئيس وزرائه السابق. وتقبل نتيجة الانتخابات، مما أدخل التاريخ بوصفه أول رئيس دولة في أفريقيا يقوم بتسليم السلطة سلميا إلى خلفه منتخب ديمقراطيا.
بعد عامين من رئاسة شرماركي، اغتيل على يد أحد حراسه الشخصيين. ترتب على ذلك انقلاب غير دموي قاده اللواء محمد سياد بري بعد يوم جنازة شارماركي في 21 أكتوبر 1969.

### السجن
في عام 1990، ومع بداية الحرب الأهلية، وقّع آدم عثمان مع وزير التربية والتعليم السابق حسن علي ميري، ونحو 100 سياسي صومالي أخر، بيانا أعربوا فيه عن قلقهم إزاء أعمال العنف ودعوا للمصالحة. نتج عن ذلك اعتقاله مع سياسيين آخرين دون محاكمة، وظلٌوا محتجزين حتى انهيار نظام بري بشكل كامل في العام التالي.

## السنوات اللاحقة
بعد إطلاق سراحه قضى آدم عثمان سنواته اللاحقة في مزرعته في جنالي بجنوب الصومال.
في 22 مايو 2007، انتشرت أنباء عن وفاته في مستشفى في نيروبي، اتضح فيما بعد أنها غير صحيحة. لكنه ما لبث أن توفي يوم 8 يونيو 2007، وهو الـ 99 من العمر.
أعلنت الحكومة الاتحادية الانتقالية الصومالية برئاسة الرئيس السابق للصومال عبد الله يوسف أحمد عن 21 يوماً للحداد، مع عمل حفل تأبين وطنية، وأصدرت بياناً بأن آدم عثمان سيحصل على جنازة رسمية. وحوّل اسم مطار مقديشو الدولي إلى مطار آدم الدولي تكريماً له.